# Slavic Review
Slavic Review (с англ. — «Славянское обозрение») — ежеквартальный международный междисциплинарный научный журнал, посвящённый проблемам российских, евразийских и восточноевропейских исследований, и публикующий статьи, обсуждения и литературные обзоры по всем академическим дисциплинам в данном направлении.
Издаётся Ассоциацией славянских, восточноевропейских и евразийских исследований (США) в партнёрстве с издательством Кембриджского университета (Великобритания).

## История
История журнала ведёт своё начало с 1941 года. Ещё с 1922 года в Лондоне выходил журнал «The Slavonic and East European Review», который издавала Школа славянских и восточноевропейских исследований Университетского колледжа Лондона. Однако с началом бомбардировки британской столицы немецкой авиацией во время Второй мировой войны возникли естественные сложности с его изданием. В связи с этим группа американских учёных решила издавать в США американскую версию журнала под названием «Slavonic Year-Book. American Series», который вышел в 1941 году. Главным инициатором его создания был Д. Н. Хазард (выпускник Института государственного права АН СССР в 1937 году, в который был направлен по окончании в 1934 году Гарвардской школы права). Он же и стал его редактором. С 1943 по 1944 год журнал выходил под названием «Slavonic and East European Review. American Series», а с 1945 года стал выходить под названием «American Slavic and East European Review».
Журнал выходил ежеквартально и был вторым после «The Russian Review» ведущим научным журналом в США специализировавшимся на России/СССР. Изначально он по большей части специализировался на литературоведении. В нём также печатались переводы произведений русских писателей. На состоявшемся в октябре 1947 года специальном заседании при участии фонда Рокфеллера в отношении журнала была утверждена новая программа, которая в значительной мере отвечала политике Холодной войны.
Будучи органом Американской ассоциации развития славистики (англ. American Association for the Advancement of Slavic Studies), созданной в 1948 году (с 2000 года — Ассоциация славянских, восточноевропейских и евразийских исследований, англ. Association for Slavic, East European, and Eurasian Studies) при Колумбийском университете в Нью-Йорке журнал в 1960 году претерпел серьёзную трансформацию, значительно изменив свою направленность. Из преимущественно филологического он стал междисциплинарным, включив в круг своих интересов особо острые проблемы исследований России/СССР и Восточной Европы.
В 1960-х годах журнал стал хорошо финансироваться, его качество значительно улучшилось и он начал стремительно развиваться. С 1960 по 1962 год тираж журнала увеличился с 900 до 2100 экземпляров, опередив тем самым своего конкурента «The Russian Review», а затем обойдя его по объёму и содержательности. В 1961 году главным редактором «American Slavic and East European Review» стал профессор Вашингтонского университета Д. У. Тредголд. Под его редакцией вышли 1-й и 2-й номера 20-го тома журнала, и в том же году он был переименован в «Slavic Review». При Д. Тредголде значительно повысился научный уровень журнала за счёт ужесточения требований к публикуемым в нём статьям. Рукописи проходили строгий редакторский отбор и должны были соответствовать общему направлению журнала. В среднем Д. Тредголд отклонял три из четырёх представленных в редакцию материалов. По словам профессора истории Вашингтонского университета П. Шугара, Д. Тредголд не одобрял ни одной публикации, пока лично не проверит каждую сноску, чтобы убедиться, что они абсолютно правильные. Последний пробыл редактором журнала до 1964 года. Когда «Slavic Review» стал испытывать некоторые сложности, он вновь был приглашён на должность главного редактора в 1968 году, пробыв на ней до 1975 года.
В дальнейшем главными редакторами журнала были: в 1976—1980 годах — Д. Р. Миллар, в 1980—1985 — Д. Л. Рансель, в 1985—1991 — Сидни Монас, в 1992—1996 — Э. Д. Моссман, в 1996—2006 — Д. П. Кёнкер, в 2006—2013 — М. Д.  Стейнберг. С 2013 года по 2022 — Х. Л. Мурав, с 2022 года — Юджин Аврутин.
С 1975 по 1985 год «Slavic Review» издавался издательством Иллинойсского университета в Урбане-Шампейне. С 1985 года журнал стал издаваться издательством Техасского университета в Остине, а с 1996 года — вновь издательством Иллинойсского университета. С 2017 года журнал выпускается в партнёрстве с издательством Кембриджского университета.
Подписчиками «Slavic Review» являются около 1000 библиотек из разных стран.